# Sorbus danubialis
Sorbus danubialis là loài thực vật có hoa trong họ Hoa hồng. Loài này được Karpati miêu tả khoa học đầu tiên.